# 安平駅 (全羅南道)
安平駅（アンピョンえき）は、大韓民国全羅南道長城郡安平里にある韓国鉄道公社（KORAIL）の駅である。2017年現在、停車する旅客列車は存在しない。

## 経由している路線
- 韓国鉄道公社
  - 湖南線
  - 長城貨物線

## 歴史
- 1959年6月21日：開業[1]。
- 1966年8月30日：配置簡易駅に昇格[2]。
- 1980年12月23日：普通駅に昇格[3]。
- 1987年9月1日：湖南線複線化に伴い駅舎移設。
- 1995年4月1日：無配置簡易駅に降格[4]。
- 2004年7月16日：旅客取扱停止[5]。
- 2005年6月15日：現駅舎竣工。
- 2006年6月22日：長城貨物線開通。

## 隣の駅
韓国鉄道公社
湖南線
白羊寺駅 - 安平駅 - 長城駅
長城貨物線
安平駅 - 長城貨物駅